# HD 4208
HD 4208は、ちょうこくしつ座の方角に約111光年の距離にある、8等級の恒星である。スペクトル型がG5 Vの太陽に似た黄色の主系列星で、太陽より若干冷たく暗い。肉眼では見えないが、双眼鏡や小さな望遠鏡で見ることができる。
| 太陽 | HD 4208   |
| ---- | --------- |
| 太陽 | Exoplanet |

## 惑星系
2001年、ケック望遠鏡による視線速度の測定から、周囲を公転する太陽系外惑星HD 4208 bが発見された。
| 名称 （恒星に近い順） | 質量               | 軌道長半径 （天文単位） | 公転周期 (日) | 軌道離心率    | 軌道傾斜角 | 半径 |
| --------------------- | ------------------ | ----------------------- | ------------- | ------------- | ---------- | ---- |
| b (Xolotlan)          | > 0.804 ± 0.073 MJ | 1.650 ± 0.096           | 828.0 ± 8.1   | 0.052 ± 0.040 | —          | —    |

## 名称
2019年、世界中の全ての国または地域に1つの系外惑星系を命名する機会を提供する「IAU100 Name ExoWorldsプロジェクト」において、HD 4208系はニカラグアに割り当てられる惑星系となった。このプロジェクトは、「国際天文学連合100周年事業」の一環として計画されたイベントの1つで、ニカラグア国内での選考、国際天文学連合 (IAU) への提案を経て太陽系外惑星とその主星に固有名が承認されるものであった。2019年12月17日、IAUから最終結果が公表され、HD 4208はCocibolca、HD 4208 bはXolotlanと命名された。これらはニカラグアにある名の知られた水域のナワトル語での呼び名に由来する名前が付けられており、Cocibolca はニカラグアにある中央アメリカ最大の湖ニカラグア湖のナワトル語での呼称に、Xolotlan は神の象徴及び動物の避難場所の象徴であったニカラグアで2番目に大きな湖マナグア湖のナワトル語での呼称に、それぞれちなんで名付けられた。